# Канха (національний парк)
Заповідник тигрів Канха, також відомий як Національний парк Канха-Кіслі (гінді कान्हा बाघ अभयारण्य) — один із заповідників тигрів Індії та найбільшим національним парком штату Мадг'я-Прадеш. Він займає площу 940 км² (94 000 га) у двох округах Мандла та Балагхат. У парку водяться бенгальський тигр, індійський леопард, ведмідь-губач, олень барасинга і гірський куон або азійський дикий пес чи дхол. Це також перший тигровий заповідник в Індії, в якому офіційно представлено талісман — «Барасинга-Бхурсинг».

## Географія
Тигровий заповідник Канха нині охоплює територію площею 940 км² (94 000 га) у двох округах Мандла та Балагхат штату Мадг'я-Прадеш. Національний парк Канха був створений 1 червня 1955 року, а до цього він був розділений на дві охоронювані території, Галлон і Банджар, площею 250 км² (25 000 га) та 300 км² (30 000 га) відповідно. В 1973 році він був визнаний тигровим заповідником. Разом із навколишньою буферною зоною 1067 км² (106 700 га) і сусіднім заповідником Пхен (англ. «Phen Sanctuary») площею 110 км² (11 000 га), він утворює Тигровий заповідник Канха, який є одним із найбільших у країні. І це робить його найбільшим національним парком у Центральній Індії.

## Флора

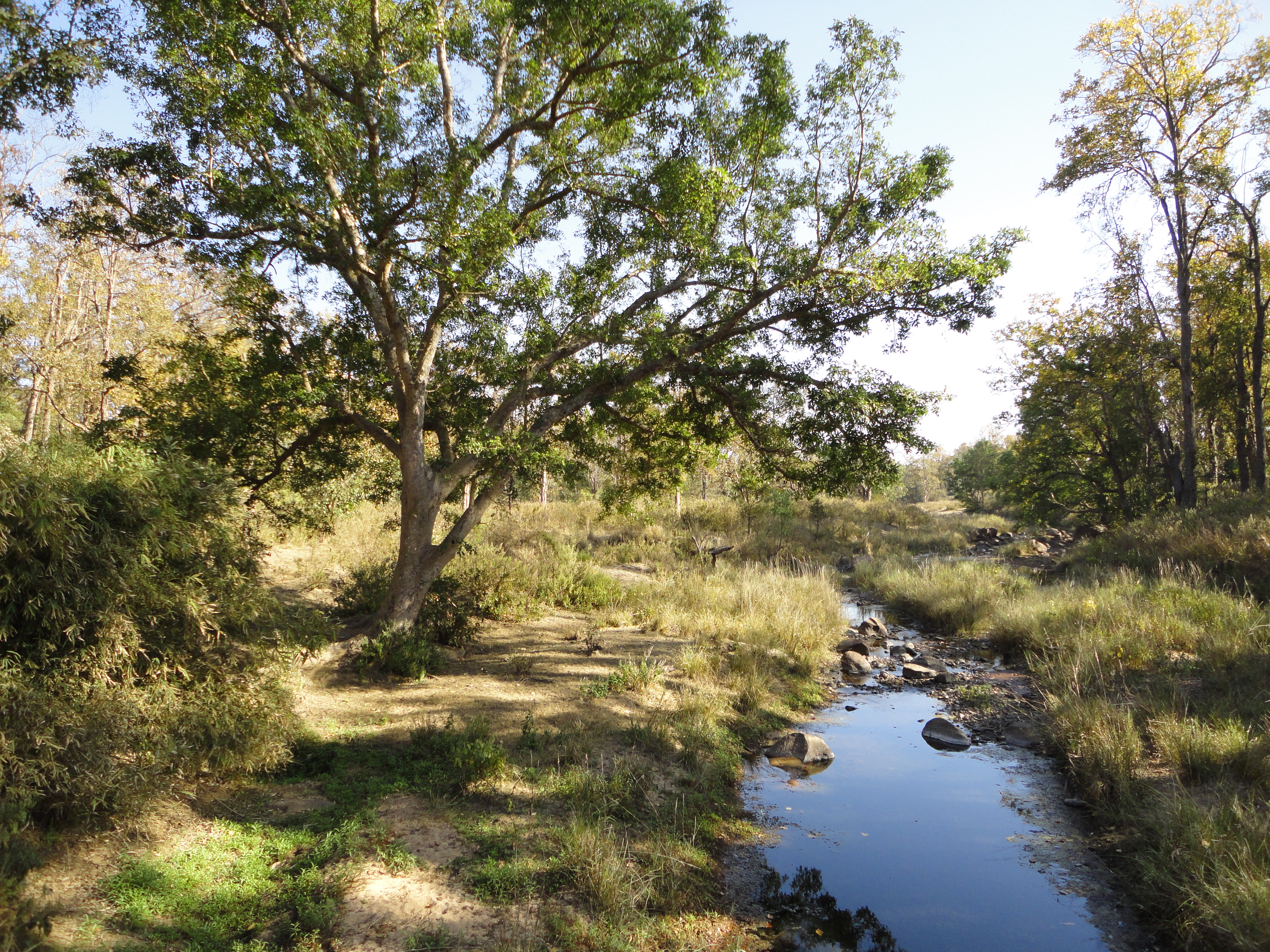
Ліс у Канха

Низинний ліс у Тигровому заповіднику Канха — це суміш салового дерева (Shorea robusta) родини діптерокарпових (Dipterocarpaceae) та інших дерев змішаного лісу, які перемежовуються луками. Високогірні ліси — це тропічні вологі, сухі листяні ліси з бамбуком (Dendrocalamus strictus) на схилах та індійським «деревом-привидом» (маратхі भुत्या) тропічним каштаном (Sterculia urens).

## Тваринний світ

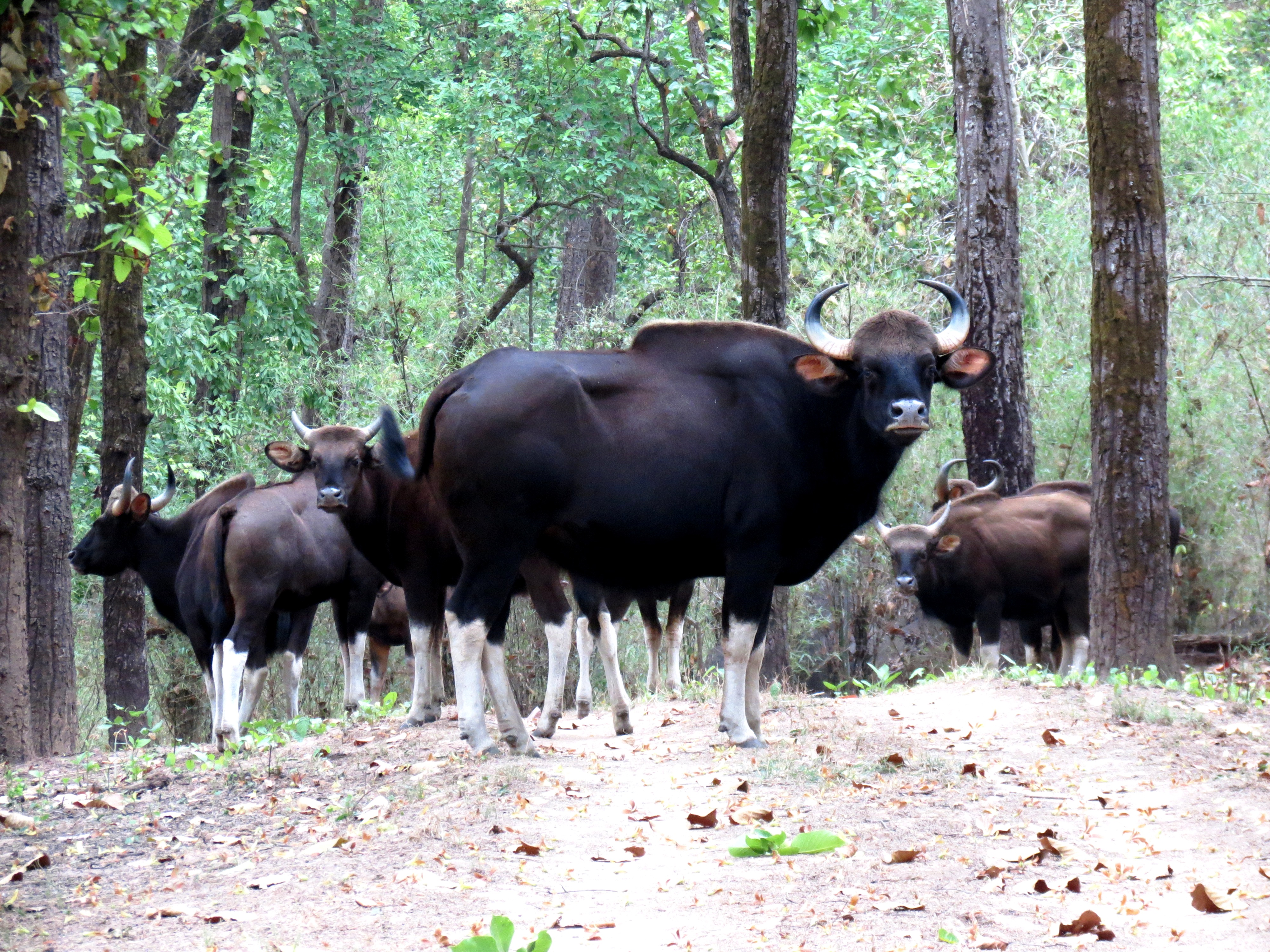
Стадо биків гаурів

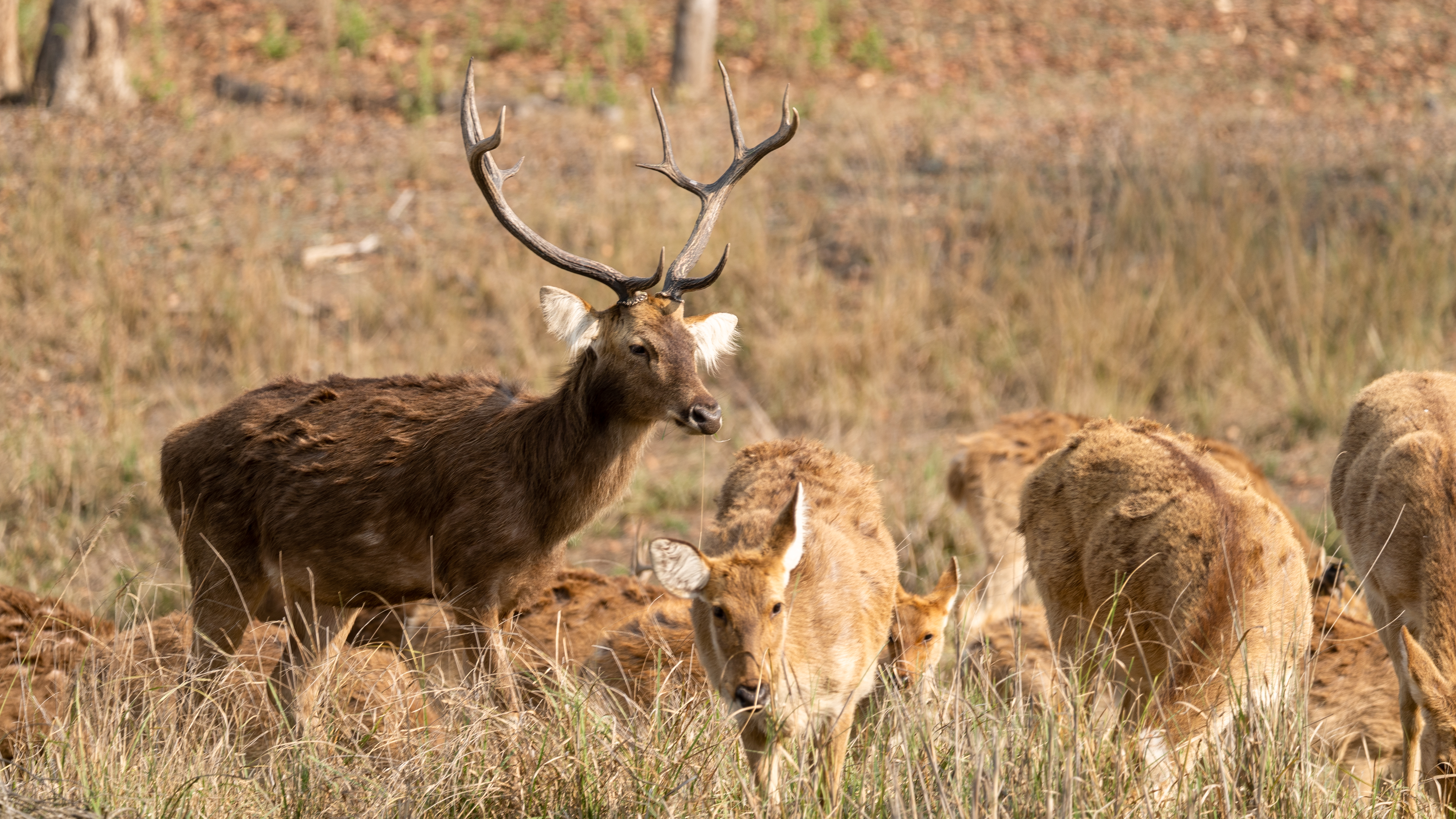
Випас стада барасинги

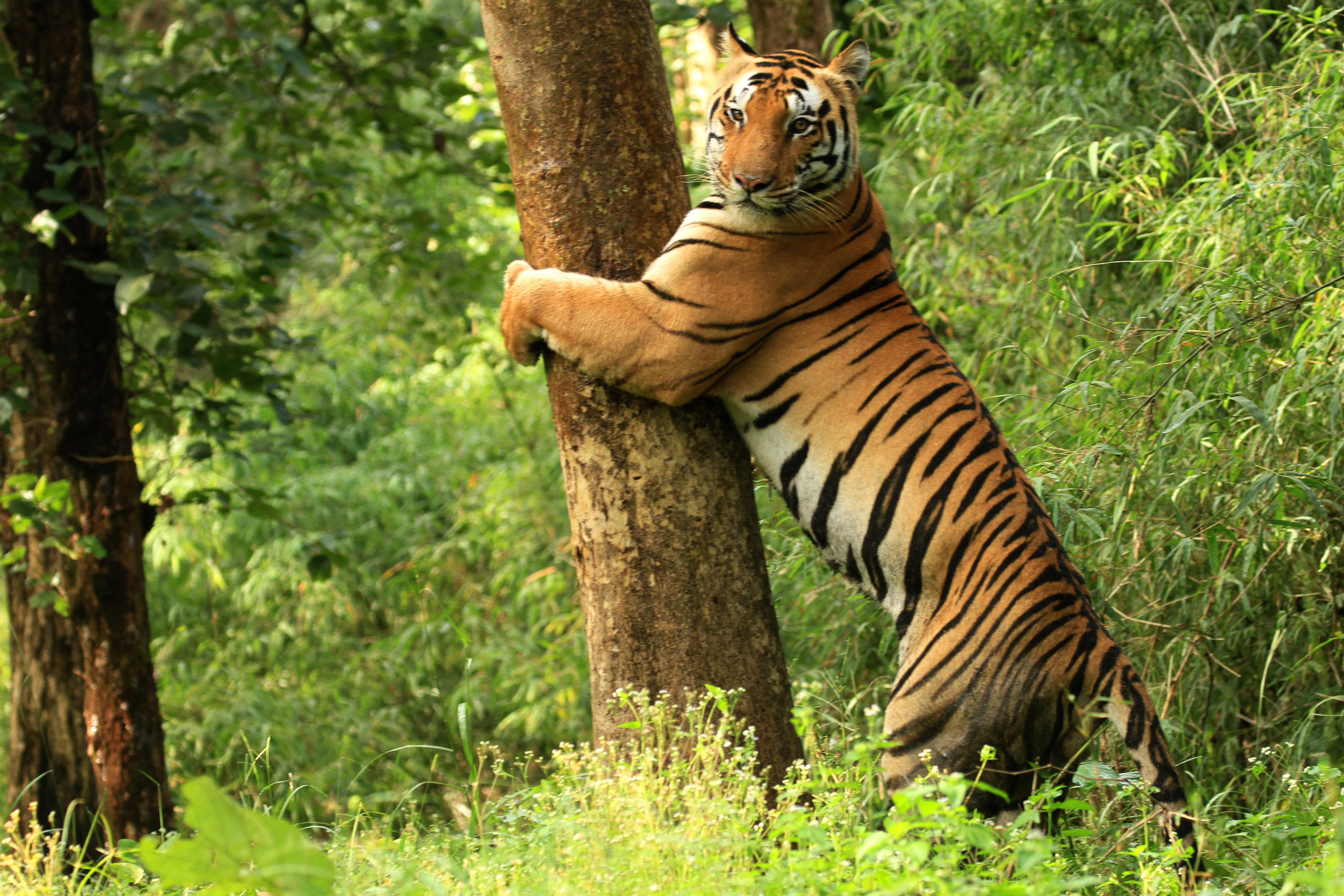
Тигр у тигровому заповіднику Канха

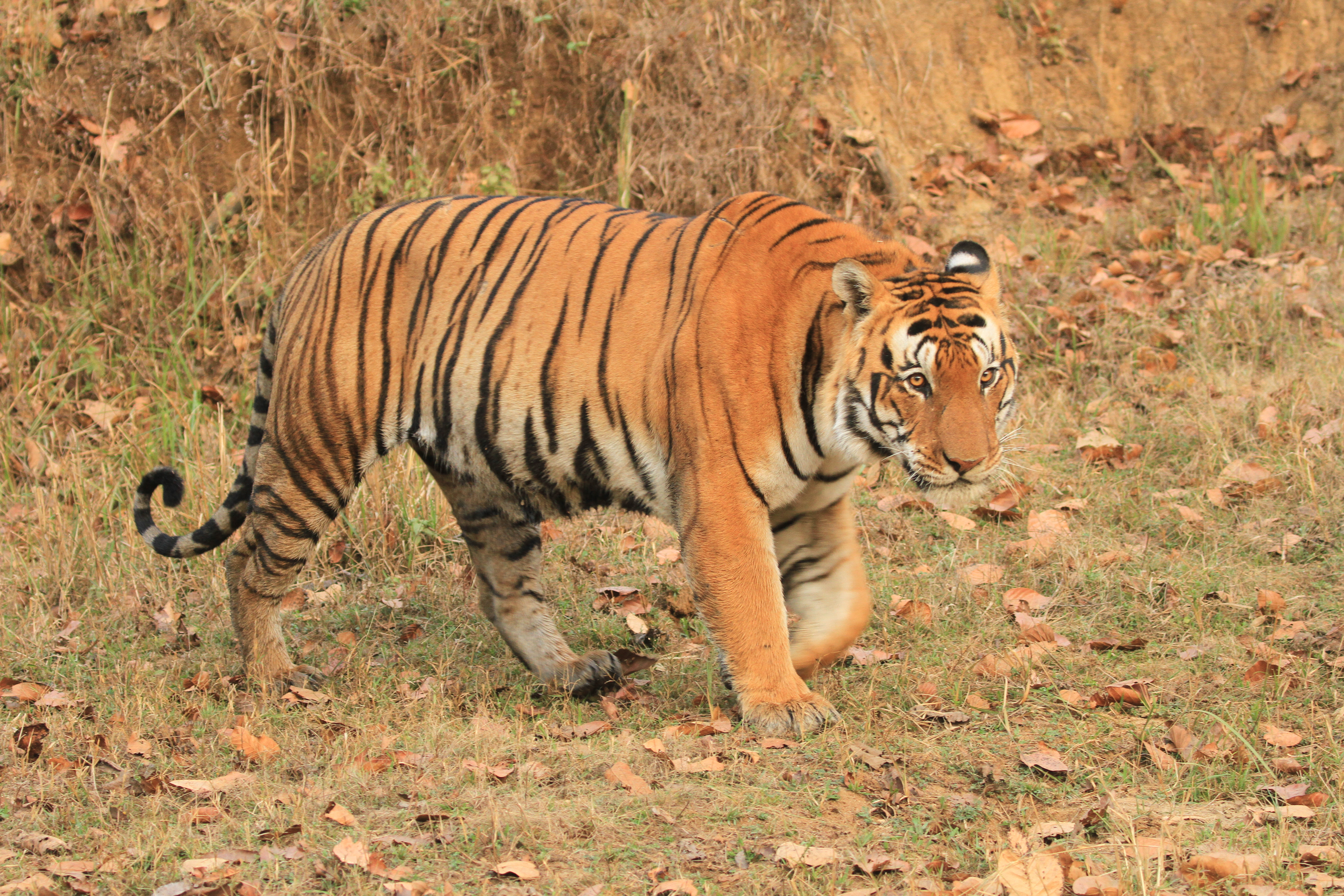
Самець тигра в Національному парку Канха

У тигровому заповіднику Канха живуть популяції плямистого оленя аксиса (Axis), індійського замбара (Rusa unicolor), оленя барасинги (Rucervus duvaucelii), індійського бізона або бик гаур (Bos gaurus), бенгальського тигра (Panthera tigris bengalensis), індійського леопарда (Panthera pardus fusca), азійського дикого пса (Cuon alpinus), ведмедя-губача (Melursus ursinus), індійського шакала (Indian jackal) та бенгальської лисиці (Vulpes bengalensis). Олень барасинга пристосований до болотистих місцевостей. На території парку бик гаур мешкає на луках і водоймах. антилопа Га́рна (Antilope cervicapra) стала дуже рідкісною у парку.
У заповіднику мешкає близько 300 видів птахів, а найпоширенішими птахами є індійський ібіс (Pseudibis papillosa), азіатська мала бджолоїдка (Merops orientalis), єгипетська біла чапля (Bubulcus), фіолетовоголовий папуга (Psittacula cyanocephala), індійська ставкова чапля (Ardeola grayii), дронго (Dicruridae), качка мала чирянка (Anas crecca), орел чубатий змієїд (Spilornis cheela), птах-носоріг індійський токо (Ocyceros birostris), бенгальська сиворакша (Coracias benghalensis), яванський марабу (Leptoptilos javanicus), мала пірникоза (Podiceps ruficollis), малий індійський свистач (Dendrocygna javanica), личинкоїд довгохвостий (Pericrocotus), малабарський строкатий носоріг (Anthracoceros coronatus), дятли (Picidae), голуби (Columbiformes), індійська райська мухоловка (Terpsiphone paradisi), горобцеподібниий бео (Gracula), індійський павич (Pavo cristatus), банківська курка (Gallus gallus), індійська чайка (Vanellus indicus), степовий орел (Aquila nipalensis), мухоловка нільтава вохристовола (Cyornis tickelliae), яструб білоокий канюк (Butastur teesa), зимородок білогрудий альціон (Halcyon smyrnensis), білоброва віялохвістка (Rhipidura aureola), а також сорокопуди, очеретянки та грифи серед багатьох інших птахів.

### Реінтродукція барасинги
Цікавим заходом щодо збереження в цьому національному парку є реінтродукція барасинги. У 1938 році в національному парку Канха було більше 3000 барасинг, але в 1966-67 роках їх кількість скоротилася до 66 через втрату ідеального середовища проживання. Завдяки зусиллям щодо збереження та управління пасовищами кількість барасинг у 2024 році зросла до понад 2000. У 2015 році 98 барасинг були повторно інтродуковані в тигровий заповідник Сатпура.

## Збереження тигра
Члени племені байга, напівкочового народу центральної Індії, існування якого залежить від лісів, жили у 28 селах на території національного парку Канха до 1968 року, поки їх не переселили. Переселення було частиною зусиль зі збереження критичного середовища проживання тигра. Земля, куди їх переселили, неродюча, і тепер вони страждають від нестачі харчів. Останнє з сіл, яке було переселене для збереження тигрів, знаходилося в центральній зоні тигрового заповідника Канха. Село було незаконно виселене з парку у січні 2010 року без належної компенсації з боку уряду.
Прагнучи зберегти та відновити місця проживання тигрів, Всесвітній фонд природи Індії (англ. World Wide Fund for Nature-India) працював над створенням коридорів, які підтримують природну життєдіяльність тигрів та їх здобичі, тим самим стабілізуючи популяцію тигрів. Це включає заходи щодо запобігання втрат людських життів або майна, зменшення залежності людини від лісу та зменшення кількості вбивств тигрів у відповідь, коли люди зазнають нападів з їх сторони.